# It Follows
It Follows és una pel·lícula de terror psicològic sobrenatural nord-americana del 2014 escrita i dirigida per David Robert Mitchell. Protagonitza Maika Monroe tracta d'una dona jove que és perseguida per una entitat sobrenatural després d'una trobada sexual i ha de tenir relacions sexuals amb una altra persona per evitar-ho. Keir Gilchrist, Daniel Zovatto, Jake Weary, Olivia Luccardi i Lili Sepe apareixen en papers secundaris.
It Follows va debutar al Festival de Canes de 2014 i més tard va ser comprat per Radius-TWC per a la seva distribució. Després d'una estrena limitada amb èxit a partir del 13 de març de 2015, la pel·lícula va tenir una estrena àmplia el 27 de març de 2015. Va rebre elogis de la crítica; els elogis es van dirigir a l'originalitat de la pel·lícula i a l'actuació de Monroe. Va recaptar 23,3 milions de dòlars a tot el món contra un pressupost d'1,3 milions de dòlars. Ha estat doblada al català.

## Repartiment
- Maika Monroe com a Jay Height
- Keir Gilchrist com a Paul
- Olivia Luccardi com a Yara
- Lili Sepe com a Kelly Height
- Daniel Zovatto com a Greg Hannigan
- Jake Weary com a Jeff Redmond / Hugh
- Bailey Spry com a Annie
- Debbie Williams com a Mrs. Height
- Ruby Harris com a Mrs. Redmond
- Leisa Pulido com a Mrs. Hannigan
- Ele Bardha com a Mr. Height
- Ingrid Mortimer com a dona vella en pijama
- Alexyss Spradlin com a noia de la cuina
- Mike Lanier com a gegant
- Don Hails com a home vell despullat

## Producció
L'escriptor i director David Robert Mitchell va concebre la pel·lícula a partir dels somnis recurrents que va tenir en la seva joventut sobre ser perseguit: "No vaig utilitzar aquestes imatges per a la pel·lícula, sinó la idea bàsica i el sentiment que vaig utilitzar. Pel que entenc, és un somni d'ansietat. Sigui el que estigués passant en aquell moment, els meus pares es van divorciar quan jo tenia aquesta edat, així que m'imagino que hi havia alguna cosa a veure." El paper que juga la transmissió sexual va venir més tard, pel desig de Mitchell. per alguna cosa que es pugui transferir entre persones.
Mitchell va començar a escriure la pel·lícula el 2011 mentre treballava en una pel·lícula separada que pretenia ser el seu segon llargmetratge; tanmateix, va lluitar amb aquest possible segon llargmetratge i va fer It Follows com la seva següent pel·lícula. Es va adonar que el concepte en el qual estava treballant era difícil de descriure i, per tant, es va negar a discutir la trama quan se li va preguntar en què estava treballant, i va raonar més tard: "Quan ho dius en veu alta, sona com la pitjor cosa que hi ha hagut mai".
La pel·lícula es va rodar a finals de 2013 a Detroit, Michigan. El director va utilitzar lents gran angular quan va filmar per donar a la pel·lícula un aspecte expansiu, i va citar les obres de George Romero i John Carpenter com a influències en les composicions i l'estètica visual de la pel·lícula. El monstre, la composició del pla i l'estètica general de la pel·lícula van estar influenciats pel treball del fotògraf contemporani Gregory Crewdson. El director de fotografia Mike Gioulakis va dir: "Tots dos som grans fans del fotògraf Gregory Crewdson i David el va tenir al seu look book des del primer dia. Les fotografies [de Crewdson] tenen el mateix tipus d'imatges suburbanes surrealistes que volíem per a It Follows."